# Biateho
Biateho (Biateo) ist eine osttimoresische Aldeia im Suco Atudara (Verwaltungsamt Cailaco, Gemeinde Bobonaro). 2015 lebten in der Aldeia 365 Menschen.

## Geographie
Biateho bildet den nördlichen Teil des Nordterritoriums des Sucos Atudara. Südlich liegt die Aldeia Nuapu. Im Norden grenzt Biateho an den Suco Purugua. Westlich des Flusses Nunura liegt das Verwaltungsamt Atabae und östlich des Marobo die Gemeinde Ermera. Der Lesupu bildet einen Teil der Südgrenze Biatehos. Im Zentrum liegen die Hügel Foho Poetete (351 m) und Foho Poelau (241 m), im Osten der Foho Maulacobe (446 m).
Durch den Westen verläuft die Straße von Cailacos Hauptort Marko nach Hatolia Vila. An ihr liegen die Orte Maumela und Banedole. An einer Seitenstraße befindet sich die Siedlung Sabarakalara. In Maumela befindet sich der Sitz des Sucos Atudara. Hier steht auch eine Sendeanlage der Telemor und eine Grundschule.

## Politik
2023 wurde Carolino Mau zum Chefe de Aldeia gewählt.